# Eligmodontia puerulus
Eligmodontia puerulus är ett däggdjur som  beskrevs 1896 av Philippi. Arten ingår i släktet bergsökenmöss och familjen hamsterartade gnagare. IUCN kategoriserar arten globalt som livskraftig. Inga underarter finns listade i Catalogue of Life.
Gnagaren förekommer i centrala Sydamerika i Anderna, och utbredningsområdet sträcker sig från södra Peru, över västra Bolivia till norra Chile och nordvästra Argentina. Arten vistas i regioner som ligger mer än 3000 meter över havet.